# Cathédrale de Bologne
La cathédrale de Bologne (en italien Cattedrale Metropolitana di San Pietro ou Cattedrale di Bologna), dédiée à saint Pierre, est la cathédrale de la ville de Bologne en Italie, et le siège et la cathédrale métropolitaine de l'archidiocèse de Bologne. La majeure partie du bâtiment actuel remonte au XVIIe siècle, certaines autres parties datant de la fin du XVIe siècle.

## Historique

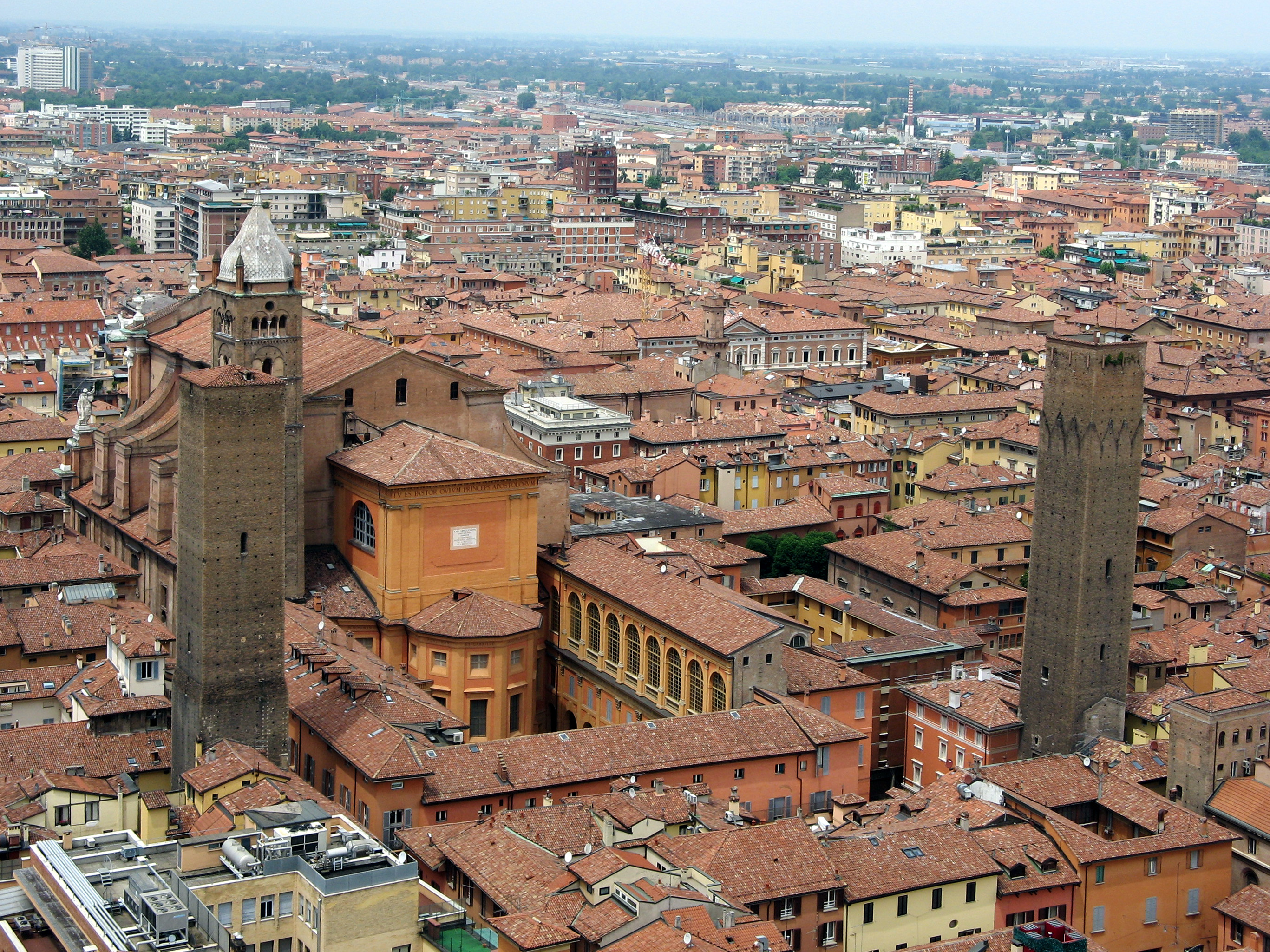
Vue de la cathédrale depuis la tour Asinelli.

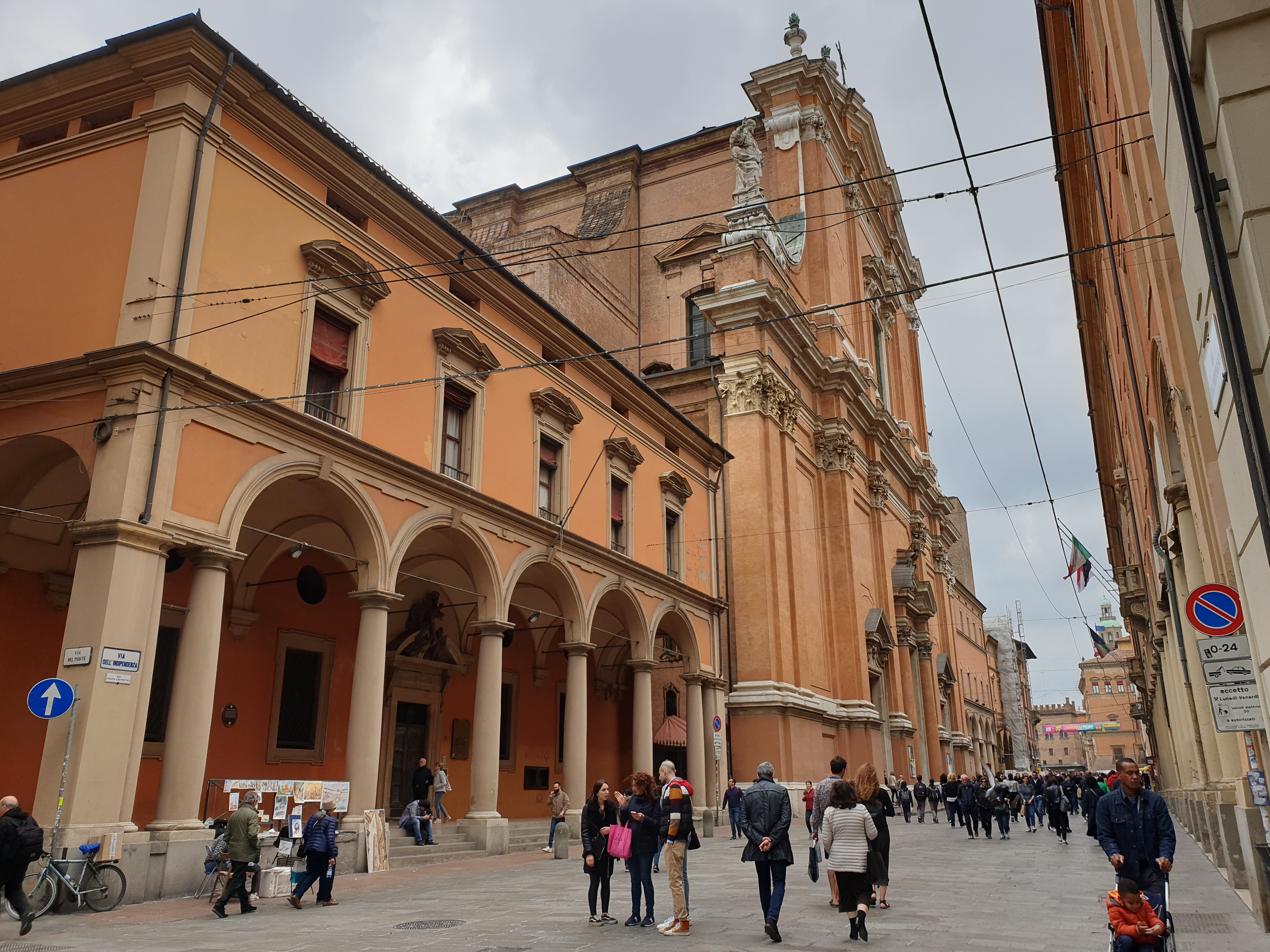
Portique et façade de la cathédrale.

Une cathédrale existait déjà sur le site en 1028, sur l'actuelle Via Indipendenza. Elle était accompagnée d'un campanile pré-roman à base circulaire, dans la tradition architecturale de Ravenne. Cette église a été détruite par un incendie en 1141. Elle a été reconstruite en 1184, et dédiée au pape Lucius III.
En 1396, la façade ouest est dotée d'un portique rénové en 1467. À partir de 1477, Francesco del Cossa et Ercole Ferrarese, peintres de l'école de Ferrare, travaillent à un cycle de fresques dans la chapelle Garganelli. Ces fresques auront une influence considérable sur Niccolò dell'Arca et Michel-Ange. Elles ont pratiquement disparu dans des travaux de reconstruction ultérieurs, à l'exception de quelques fragments.
En 1582, le pape Grégoire XIII élève le diocèse de Bologne au rang d'archidiocèse, la cathédrale devenant par conséquent «église métropolitaine» (siège de l'archevêque, qui possède la juridiction sur les autres diocèse et paroisses de son territoire).
À partir de 1575, le cardinal Gabriele Paleotti fait procéder à une profonde réfection de l'intérieur de l'édifice. La crypte et la Grande Chapelle (Capella Maggiore) issues de ces travaux ont survécu jusqu'à notre époque. Les modifications apportées sont si importantes qu'elles causent l'effondrement de la voûte en 1599. On décide alors de reconstruire complètement la majeure partie de la cathédrale. Les travaux d'édification du nouveau bâtiment commencent en 1605. À la demande du pape Benoît XIV, une nouvelle façade est ajoutée entre 1743 et 1747 selon des plans de l'architecte Alfonso Torreggiani (it).

## Intérieur

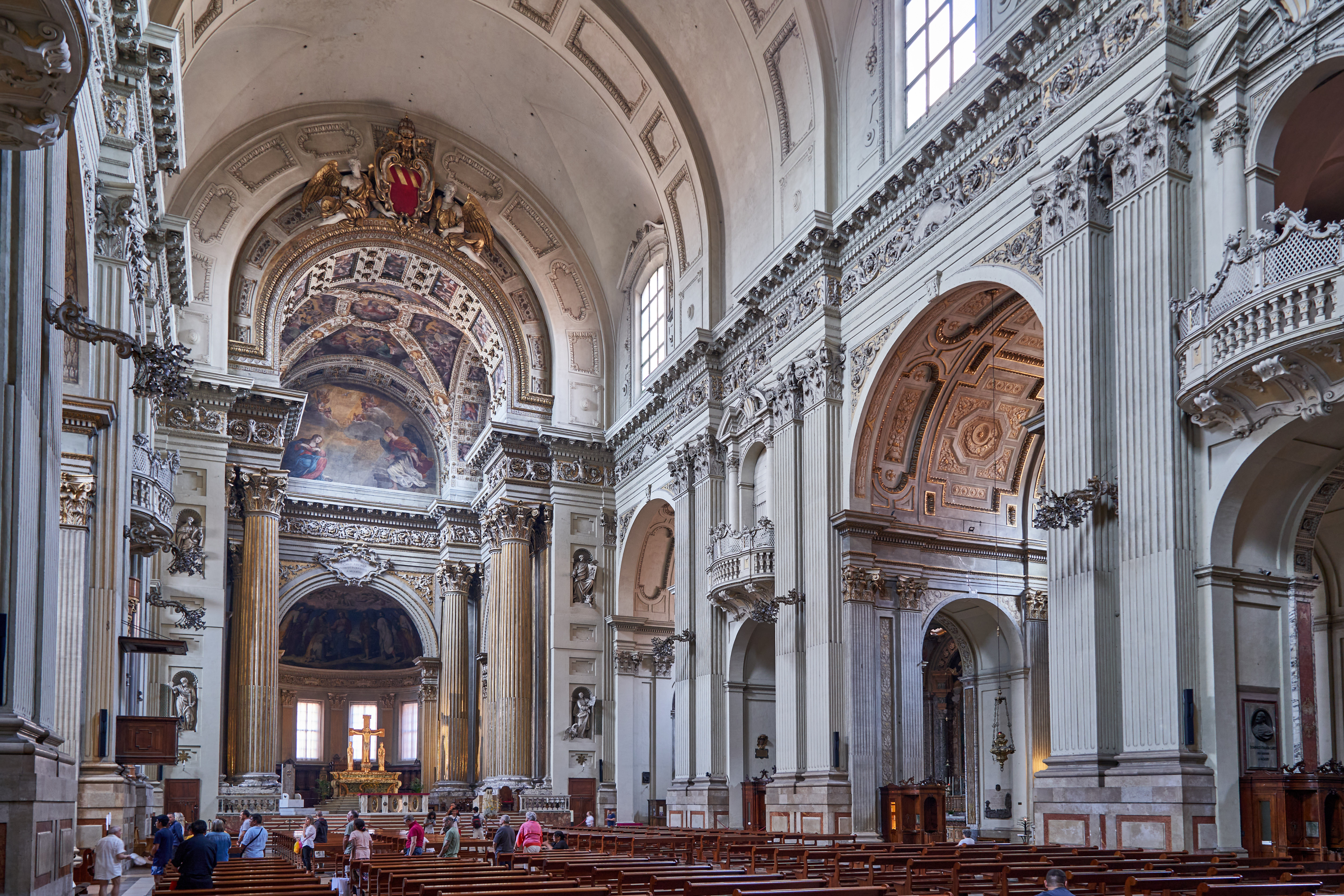
Vue de l'intérieur en direction de l'autel.

L'intérieur actuel est de style fortement baroque, donnant une impression de majesté et de grandeur. Parmi les œuvres présentes, on peut citer une Annonciation de Lodovico Carracci (fresque dans la lunette centrale du presbytère), un crucifix en bois de cèdre de style roman, et un groupe de statues en terre cuite formant une Déploration du Christ (Compianto su Cristo morto). Ces statues d'Alfonso Lombardi datent du début du XVIe siècle. Dans l'abside se trouvent des peintures du début du XXe siècle du peintre Cesare Mauro Trebbi (1847–1931), dont Sainte Anne dans la gloire.

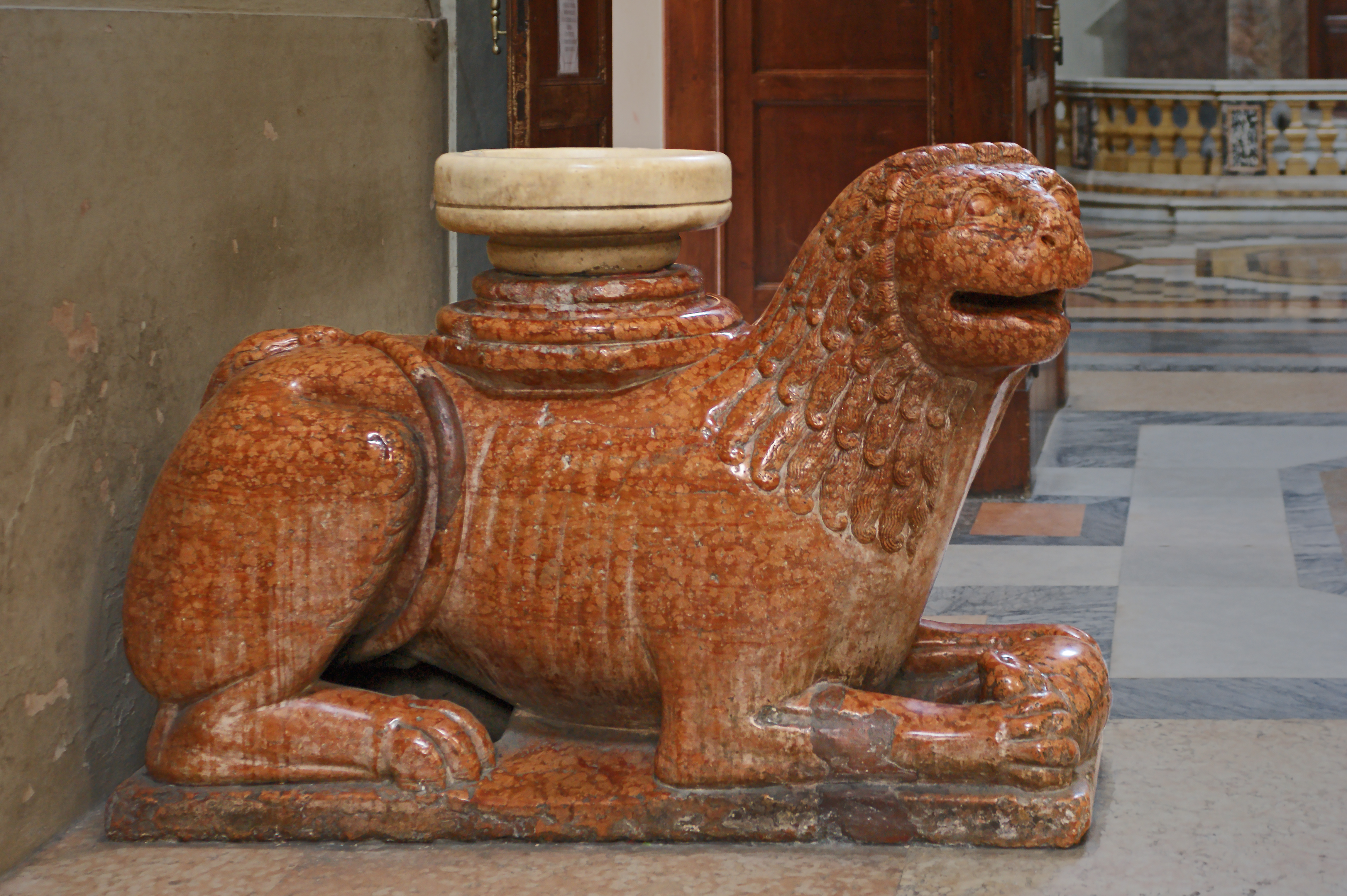
Bénitier.
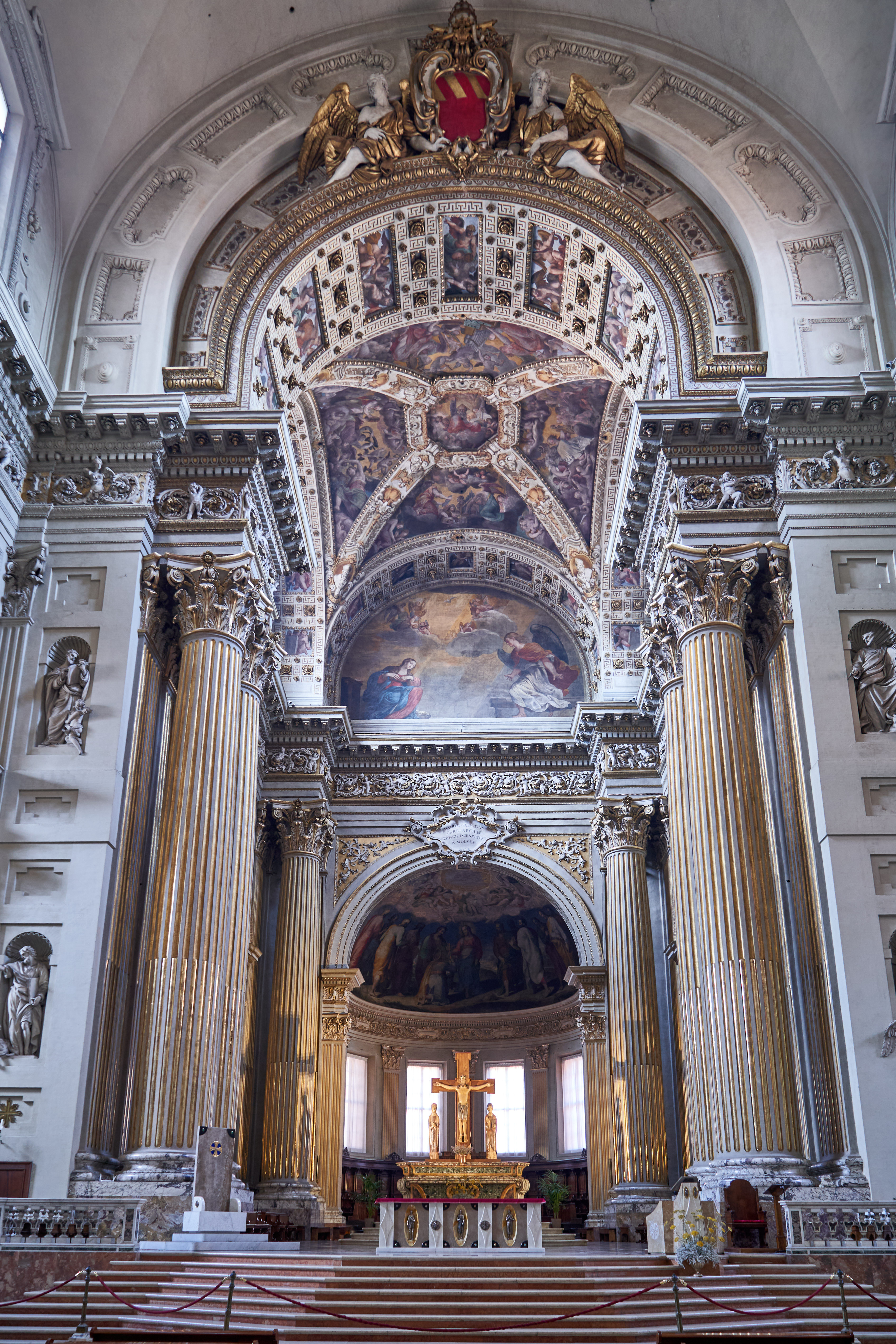
Cappella Maggiore.
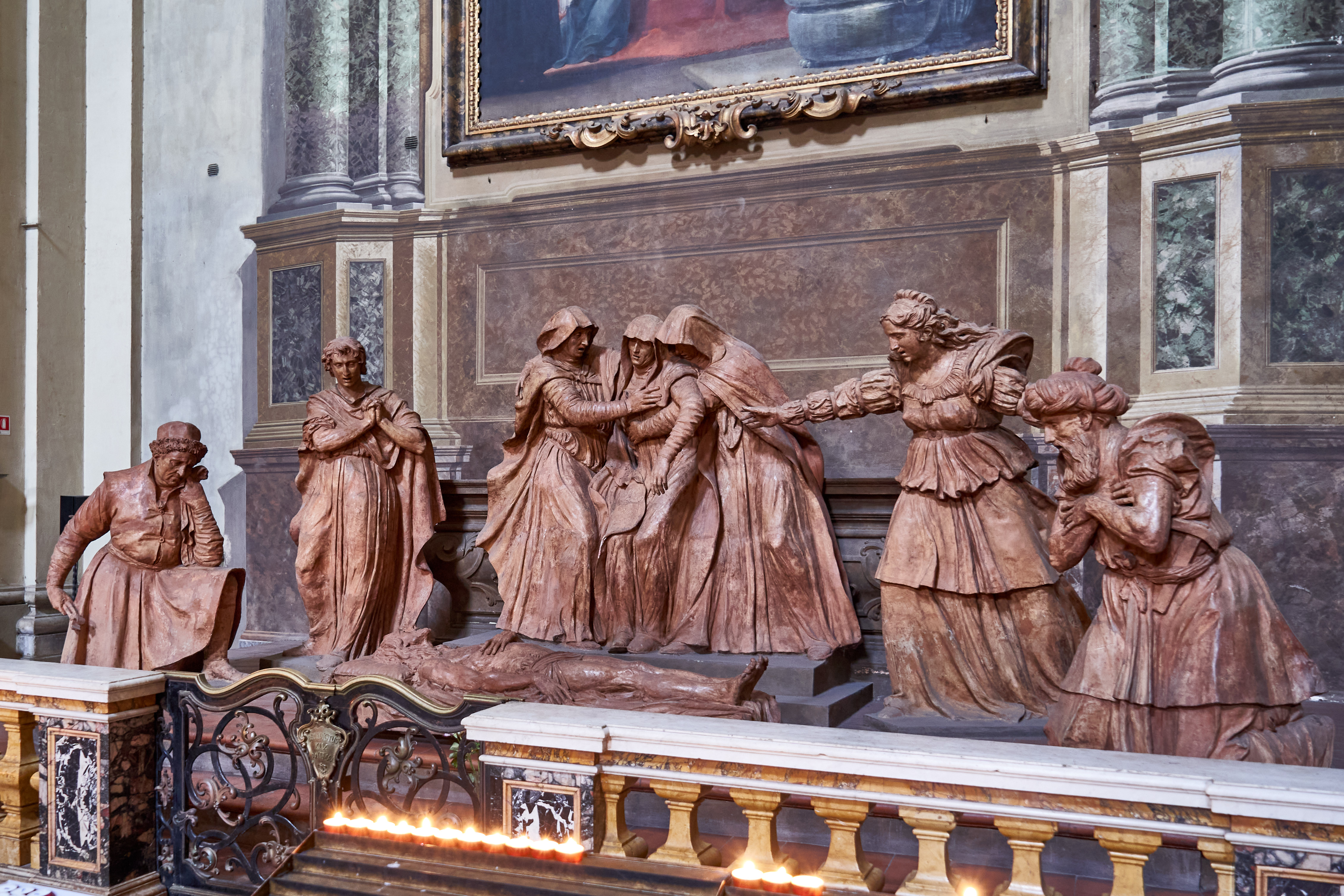
Alfonso Lombardi, Compianto su Cristo morto.

## Campanile

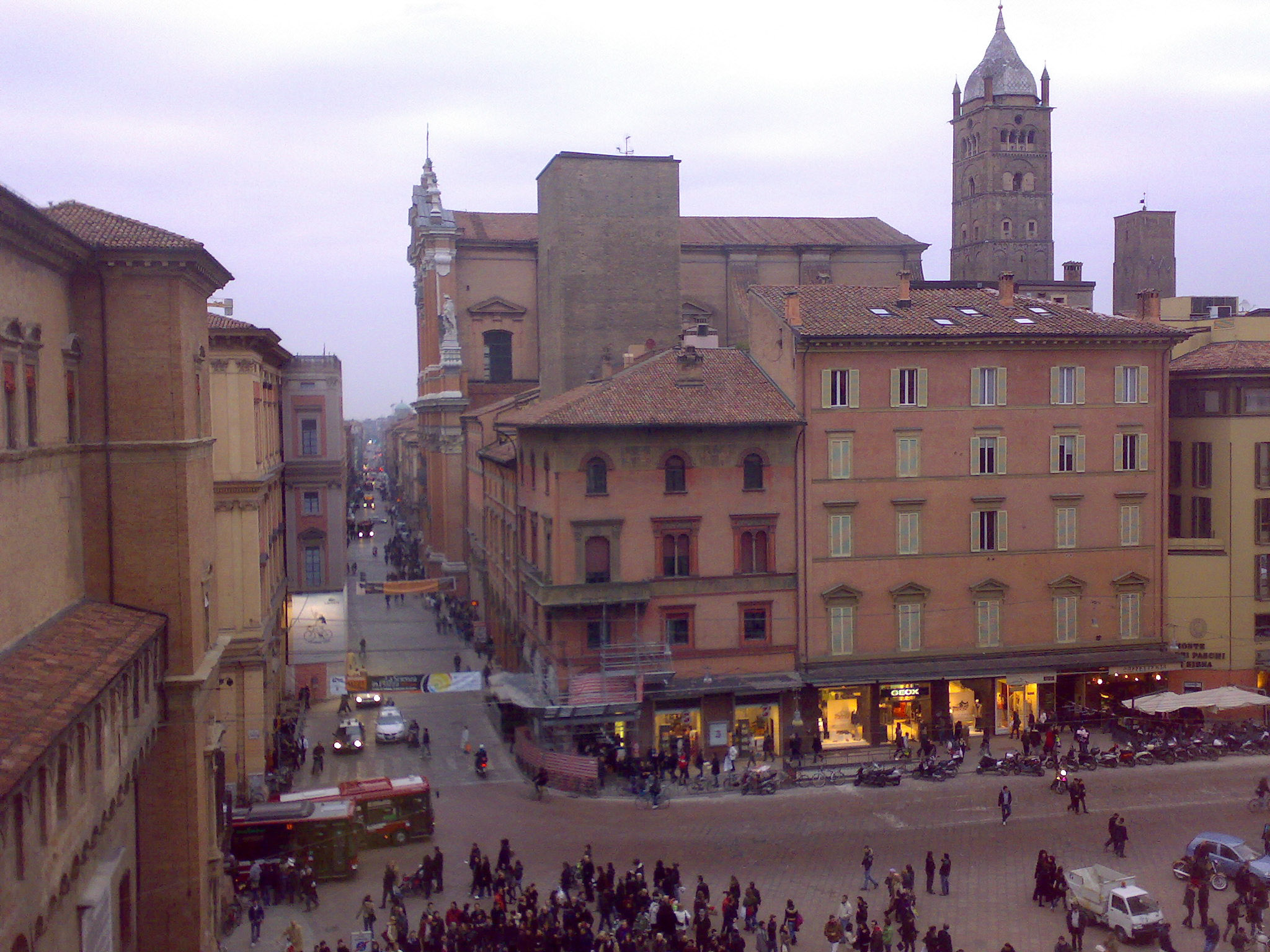
La cathédrale, le campanile et la via dell'Independenza.

L'ancien campanile à base circulaire n'a jamais été reconstruit, malgré de nombreux projets dont les plus anciens remontent au XIIIe siècle. Son ancienne structure interne est aujourd'hui encore visible. 
Le clocher comporte la cloche dite « La Nonna », qui, avec ses 3 300 kilogrammes, est la cloche la plus lourde qu'il est possible de faire sonner selon la technique bolonaise.

## Sources
- (it) Site de l'Archidiocèse de Bologne : la cathédrale
- (it) Direzione Regionale per i Beni Culturali e Paesagistici della Emilia-Romagna: Chiesa cattedrale metropolitana di San Pietro

- (en) Cet article est partiellement ou en totalité issu de l’article de Wikipédia en anglais intitulé « Bologna Cathedral » (voir la liste des auteurs).